# Luis Olivas
Luis Olivas, né le 10 février 2000 à Tepic au Mexique, est un footballeur international mexicain qui évolue au poste de défenseur central au CD Guadalajara.

## Biographie

### En club
Né à Tepic au Mexique, Luis Olivas est formé par le CD Guadalajara. Il joue son premier match en équipe première le 3 décembre 2020, lors d'une rencontre de Liga MX, face au Club León. Il entre en jeu à la place de Cristian Calderón et les deux équipes se neutralisent (1-1).
Le 8 septembre 2022, Luis Olivas inscrit son premier but pour le CD Guadalajara, à l'occasion d'un match de championnat contre le Club Tijuana. Il est titularisé et participe à la victoire de son équipe par deux buts à un.

### En sélection
Avec l'équipe du Mexique des moins de 17 ans, Luis Olivas participe au championnat de la CONCACAF des moins de 17 ans en 2017. Il est titulaire et officie comme capitaine dans ce tournoi où il participe à tous les matchs de son équipe. Il inscrit également trois buts. Les joueurs mexicains s'imposent en finale face aux États-Unis aux tirs au but. Quelques mois plus tard il participe à la Coupe du monde des moins de 17 ans en 2017. Lors du mondial junior organisé en Inde, il joue trois matchs, tous en tant que titulaire. Son équipe s'incline en huitième de finale contre l'Iran (2-1).
En novembre 2021, Luis Olivas est convoqué pour la première fois avec l'équipe nationale du Mexique par le sélectionneur Gerardo Martino. Il honore sa première sélection lors de ce rassemblement, face au Chili le 9 décembre 2021, en match amical. Il est titulaire lors de cette partie, et les deux équipes se neutralisent (2-2),.

## Palmarès
Mexique -17 ans
- Championnat de la CONCACAF des moins de 17 ans (1) :
  - Champion : 2017.